# Национальный совет церквей Кореи
Национальный совет церквей Кореи ( кор. 한국 기독교 교회 협의회, англ. National Council of Churches in Korea, NCCK) — корейская христианская экуменическая организация.
Не путать с «Христианским советом Кореи» (англ. Christian Council of Korea, CCK).

## История и миссия
1905 году четыре миссии пресвитерианской церкви и две миссии методистской церкви сформировали совет, образовавший «Генеральный совет протестантских евангелических миссий в Корее» (кор. 한국복음주의선교회연합공의회, англ. The General Council of Protestant Evangelical Missions in Korea). Целью этого совета было содействие сотрудничеству в миссионерской работе и, как следствие, «организация единственной евангелической протестантской церкви в Корее». Миссионеры также отреагировали положительно, поскольку намерение состояло в том, чтобы создать единую церковь в Корее, выходящую за рамки конфессий, но оно не было реализовано из-за политических интересов. Совет основан в Корее в 1924 году как «Национальный христианский совет Кореи», который в 1946 году стал «Национальным советом церквей Кореи». 
Пастор Ча Джэ Мён был избран первым президентом совета. Цель, заявленная в уставе, принятом на учредительном общем собрании, заключалась в том, чтобы «продвигать Евангелие посредством сотрудничества, улучшать социальную мораль посредством сотрудничества и распространять христианскую культуру посредством сотрудничества». Совет представляет собой движение солидарности и единства церквей и работает над созданием чувства социальной ответственности для реализации социальной справедливости в обществе.

## Структура
В качестве руководителя совета избирается Генеральный секретарь. Совет состоит из девяти региональных советов церквей: Квонджу, Тхэгу, Тхэджон, Пхусон, Пхёнтхэк, Чонджу, Чонып, Чхунджу, Совет церквей Тхэбэк и является членом Всемирного совета церквей и Христианской конференции Азии.

## Деятельность
Совет занимается вопросом установления мира на Корейском полуострове и воссоединением Республики Корея и Корейской Народно-Демократической Республики. 
В апреле 2018 года, отмечая 70-летие восстания на Чеджу 3 апреля, члены совета провели «Молитвенное собрание за историческую справедливость и примирение 3 апреля на Чеджу» (кор. 제주 4·3 역사 정의와 화해를 위한 기도회) на площади Кванхвамун в Сеуле и молились за семьи и граждан, погибших в результате восстания. От имени совета они принесли извинения за участие в этой резне в прошлом. 
В 2023 году состоялась 72-я Генеральная ассамблея совета под лозунгом «Бог жизни, восстанови творение своей любовью».

## Члены
В совет входят 9 церквей-членов:
- Англиканская церковь Кореи[англ.]
- Ассамблеи Бога Кореи
- Лютеранская церковь в Корее[англ.]
- Лютеранская церковь Кореи[англ.]
- Корейская методистская церковь
- Корейская Православная Церковь
- Пресвитерианская церковь Республики Корея[англ.]
- Пресвитерианская церковь Кореи Тхонхап
- Армия Спасения в Корее

## Внешние ссылки
- kncc.or.kr — официальный сайт Национальный совет церквей Кореи
- World Council of Churches listing